# Kivutar
Kivutar, en la mitologia finesa, és la deïtat de la pietat en el dolor i en el patiment. Així mateix se la considerava la senyora de les lletanies o rogatives perquè es curessin els malalts greus.
En el panteó de l'inframón, Kivutar és germana de Tuonetar, (la senyora del regne de les tenebres o de la mort), de Kipu-tyttö, i de Louhi, la feiticeira i mestressa de Pohjola, en el relat epopèic del Kalevala.